# Pelayo Gutiérrez de Silva
Pelayo Gutiérrez de Silva «Escacha» (c. 1090-c. 1129 ) fue un noble medieval del Condado Portucalense, miembro de la casa de Silva, perteneciente al linaje de los soberanos de León, como Pelayo Froilaz el Diácono (c. 990-c. 1050 ), bisabuelo de su abuelo paterno, Pelayo Gutiérrez, era tataranieto Aznar Fruélaz de León.
Pelayo Gutiérrez de Silva es el tercero del apellido Silva, según Salazar y Castro, lo que significa que su abuelo Pelayo Guterres fue el primero en utilizar el nombre, y su bisabuelo, Gutierre Peláez (de) Alderete, fue fundador del linaje. Pelayo Gutiérrez fue uno de los ricoshombres que confirmó la carta de confirmación del castillo de Soure a los Templarios en 1129. A menudo se le confunde con su abuelo y tocayo, Pelayo Gutiérrez cuyo nombre tenía la misma grafía en la escritura común del siglo X (latín vulgar) y que ocupó los cargos de "Avantado de Portugal" y "Vigario" del Rey". El hecho de que el joven Alfonso Henriques ya gobernando en el condado de Portucale en 1129 excluye la posibilidad de que Pelayo Gutiérrez ocupó en su momento los cargos antes mencionados. Aunque no alcanzó estos altos cargos, como señor feudal del Reino de León y como descendiente de los monarcas de la dinastía astur-leonesa, Pelayo Gutiérrez era, sin duda, parte de la alta nobleza.

## Biografía
Fue señor feudal de Porto da Figueira, alcalde del castillo de Santa Eulalia y del castillo de Montemor-o-Velho. Fue quien fundó el monasterio de Cucujães y quien ordenó la reconstrucción del monasterio de Tibães. Todavía era durante la vida del rey  Alfonso VI de León señor de la Domus fortis llamada Torre da Silva. También fue quien, según la Coreografía portuguesa, fundó en Campos el monasterio de Santa María de Valboa, que perteneció a la Orden de San Benito. Según la misma Coreografía, los señores de Casa Silva eran sus santos patrones.

## Relaciones familiares
Era hijo de Guterre Peláes Alderete da Silva y María Pérez de Ambia. Casado dos veces. De su primer matrimonio con Sancha Anes tuvo:
- Mayor (Mór) Peláez de Silva, casada con Egas Moniz, que no debe confundirse con Egas Moniz, el Ayo
- Gómez Peláez de Silva, casado con Urraca Núñez Velho.
- Pedro Peláez de Silva , «el Escacha», casado con Elvira Núñes.

De su segundo matrimonio con Urraca Rabaldes tuvo:
- Pedro Rabaldes, obispo de Oporto .
- Gotinha Peláez de Silva, que se casó dos veces, la primera con Pedro Suárez de Belmir y la segunda con Mendo Alfonso de Refóios, señor de Refóios.